# Shōtō Bokusai
Shōtō Bokusai (jap. 墨斎紹等 Bokusai Shōtō; ur. 1412? , zm. 16 maja 1492), zwany też Motsurin Shōtō – japoński mnich buddyzmu zen szkoły rinzai, malarz.
Bokusai był uczniem mistrza Ikkyū, opata klasztoru Daitoku w Kioto. Po śmierci Ikkyū Bokusai napisał jego biografię – „Tōkai Ikkyū Oshō Nempu”. Był też pierwszym zarządcą świątyni Shuon (Świątynia Ikkyū) w Takigi (obecnie Kyōtanabe). W 1491 roku Bokusai wybudował świątynię Shinju na terenie Daitoku-ji jako miejsce pamięci Ikkyū. Bokusai jest prawdopodobnie autorem najbardziej znanego portretu Ikkyū (43,7 × 26,1cm), który to portret znajduje się obecnie w Muzeum Narodowym w Tokio. Inne znane jego dzieło to „Mrówki toczące dynię” (30,7 × 45cm).

## Linia przekazu Dharmy
- 52/25. Songyuan Chongyue (1139–1209)

- 53/26. Wuming Huixing (1160–1237)

- 54/27/1. Lanxi Daolong (1213–1278)

- 53/26. Yun’an Puyan (1156–1226)

- 54/27. Xutang Zhiyu (1185–1269)

- 55/28/1. Nampo Jōmyō (1235–1309) (także Shōmyō; Daiō Kokushi) Japonia. Szkoła rinzai.

- 56/29/2. Hōō Soichi (1274–1357

- 57/30/3. Daichū Sōshin (bd)

- 58/31/4. Gettan Sōkō (1326–1389)

- 56/29/2. Shūhō Myōchō (1282–1338) (także Daitō Kokushi)

- 57/30/3. Tettō Gikō (1295–1369)

- 58/31/4. Gongai Sōchū (1315–1390)

- 59/32/5. Kesō Sōdon (1352–1428)

- 60/33/6. Ikkyū Sōjun (1394–1481)

- 61/34/7. Shōtō Bokusai (1412)–1492)